# Villaggio olimpico di Rio de Janeiro

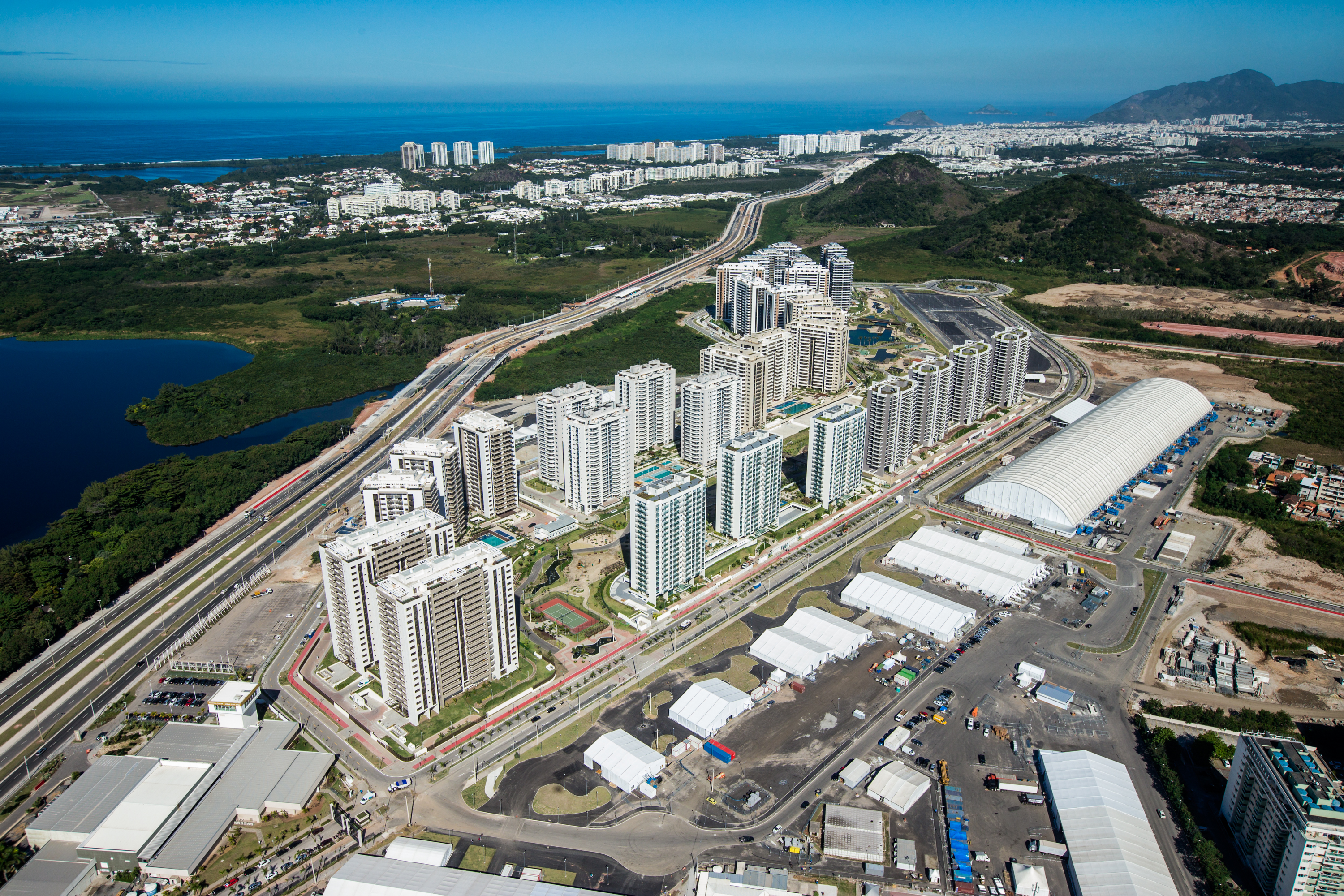
Il villaggio visto dall'alto.

Il villaggio olimpico di Rio de Janeiro (in portoghese Vila Olímpica de Rio de Janeiro) è il villaggio olimpico che ospita nel 2016 gli atleti dei Giochi della XXXI Olimpiade, nonché gli allenatori, le squadre tecniche, i medici e i fisiatri che li accompagnano e gli arbitri e i funzionari dai giochi. Si trova nel quartiere di Barra da Tijuca, poco distante dal parco olimpico di Rio de Janeiro.
Con una capacità di 17 950 persone suddivise in 3 604 appartamenti e 31 edifici, si tratta del villaggio olimpico più grande della storia dei giochi olimpici. Una volta terminati i giochi olimpici il villaggio sarà convertito nell'Ilha Pura, un complesso abitativo di lusso dove ogni appartamento sarà venduto al prezzo stimato di 700 000 dollari.